# Oechalina
Oechalina är ett släkte av insekter. Oechalina ingår i familjen Tropiduchidae.
Kladogram enligt Catalogue of Life:
| Oechalina | \| \| Oechalina stativa \| \| \| \| \| \| Oechalina subacta \| \| \| \| |
|           | \| \| Oechalina stativa \| \| \| \| \| \| Oechalina subacta \| \| \| \| |
|           | Oechalina stativa                                                       |
|           |                                                                         |
|           | Oechalina subacta                                                       |
|           |                                                                         |